# باتريك برغماير
باتريك برغماير (بالألمانية: Patrick Burgmeier)‏ هو لاعب كرة قدم ليختنشتاني في مركز الوسط، ولد في 24 مايو 1980 في ليختنشتاين. شارك مع منتخب ليختنشتاين لكرة القدم. أما مع النوادي، فقد لعب مع نادي فادوتس.

## وصلات خارجية
- باتريك برغماير على موقع الاتحاد الدولي (مؤرشف)  (الإنجليزية)
- باتريك برغماير على موقع قاعدة بيانات كرة القدم.إي يو (الإنجليزية)
- باتريك برغماير على موقع ناشيونال فوتبول تيمز (الإنجليزية)
- باتريك برغماير على موقع عالم كرة القدم.نت (الإنجليزية)